# Пильтун (залив)
Пильтун (устаревшее название Кякр и Кьяркво)— залив Охотского моря у восточного берега острова Сахалин.
Самый крупный в цепи заливов Северо-Восточного побережья Сахалина (около 56 км с севера на юг и около 12 км с востока на запад в самом широком месте). Максимальная глубина основной части залива составляет около 1,5 метров. Залив лагунного типа, отделяется от моря косой и сообщается с ним узким неглубоким проливом. Вход в залив (пролив) расположен на юге. В залив впадают реки и ручьи: Кадыланьи, Паромай, Пильтун, Сабо. Название происходит с нивхского языка как «большой палец».
Залив Пильтун имеет значение для поддержания околоводных птиц в период осенней миграции. Также залив является важным местом кормления серого кита.